# František Kmoch
František Kmoch (Zásmuky, 1848. augusztus 1. – Kolín, 1912. április 30.) cseh zeneszerző és karmester.

## Élet és Karrier
Frantisek Kmoch Zásmukyban született Csehországban. Édesapja szabó és klarinétos volt, népzenét játszott. Gyermekként a kis Frantisek hegedülni tanult, és 10 éves korában már kisebb darabokat is írt. 1868-ban tanárképző főiskolán tanult Prágában, 1869-ben pedig tanárként dolgozik Sucholban. Foglalkozásán felül buzgón működött több együttesben, amellyel tovább fejlesztette magát karmesterként, és alkotóként is. 1873-ban elhanyagolta tanári kötelességeit, így elbocsátották. Ez politikai indíttatású volt, mivel Kmoch nacionalista nézeteket vallott és rokonszenvezett a Sokol atlétikai mozgalommal.
1868-ban A Sokol Wind Orchestra karmestere Kolínban, 1873-ban a prágai torna fesztivál megnyitó ünnepségén tölt be kiemelkedő szerepet zenekarával.
A későbbiekben megházasodott Josefa Kahslovával, egy kolíni fémmunkás lányával, akitől öt lánya született.
A városi zenei alakulat Kolínban őt választotta karmesternek és létrehoztak egy zeneiskolát. 1882-ben az iskola hivatalos állami elismerést nyert. A különféle városok Prágát beleértve felkérték őt, hogy váljon zenekaraik karmesterévé, de Kmoch jobban szeretett Kolínban maradni. Kiváló zenekarával megjárta Bécset, Budapestet, Krakkót, valamint három hónapra Oroszországba is eljutottak. Kolínban halt meg.

## Stílusa
Az Osztrák-Magyar monarchia katonai indulók mintájára és ahhoz hasonló módon is írt mélyen cseh hagyományú indulókat, melyek a népzenékben gyökereztek.
Egy Kmoch indulóban a középrészt, vagy más néven triót általában szöveggel találjuk, ezeket vagy a zenészek, vagy egy kórus énekelte, de a végére a közönség is elégedetten dalolt. Ezek a dalszövegek a cseh nemzeti érzést hivatottak tanítani és elmélyíteni az emberekben.

## Elismerés
Hálából Kolín városa 1961 óta rendez fesztivált Kmoch tiszteletére, melyre Európa szerte érkeznek zenekarok.
Kolín város parkjában szobrot emeltek neki és egy helyi zenekar máig viseli a nevét.
Egy Kmochról szóló életrajzi filmet is készítettek He was a Czech Musician címmel, valamint egy operettet How Kmoch lived and played címmel.
1998-ban születése 150. évfordulójára a State Bank 200 darab ezüst érmét nyomott az ő tiszteletére.
Életműve kb. 500 művet számlál.

## Zenekari munkái
| - Andulka šafářová - Visit to Vienna, a concert polka - Wind music is playing - Česká muzika - Diese Musik, ja die gefällt - Duo for Two Trumpets - Festival March - Springtime Youth - Hoj, Mařenko! - Jarabáček - Jara mládí - Kolíne, Kolíne (Kolíne, Kolíne, stojíš v pěkné rovině - Kolin, Kolin, you lie in a beautiful plain...) - Koně vraný - Letem světem (Flights through the world) - My beautiful homeland - Měsíček svítí - Milý sen Concert waltzes - Můj koníček - Muziky, muziky - Na motoru - Na hrazdě, kvapík | - Na stříbropěnném Labi - Nad Labem - Plzeňský Pochod - Po starodávnu - Pod našima okny - Pode mlejnem - Pošumavské stráně - Romance pro křídlovku - Rozmarná - Roztomilá - Beautiful Prague - Šly panenky silnicí - Sokol Nazdar! - Sokolský den - Vraný koně - Vy hvězdičky - Vždy milá - Za sokolským praporem - Zastaveníčko - Zelení hájové! - Zlatá Praha |

## Fordítás
- Ez a szócikk részben vagy egészben  a   František Kmoch című angol Wikipédia-szócikk fordításán alapul.  Az eredeti cikk szerkesztőit annak laptörténete sorolja fel. Ez a jelzés csupán a megfogalmazás eredetét és a szerzői jogokat jelzi, nem szolgál a cikkben szereplő információk forrásmegjelöléseként.